# Синяя свита наизнанку шита
«Синяя свита наизнанку шита» (также «Синяя свита навыворот шита», бел. Сіняя світа налева пашыта) — белорусская народная сказка.

## Сюжет
В сказке повествуется о царе-чародее, который на всё царство объявил, что отдаст его половину тому, кто сумеет от царя спрятаться. Объявился такой желающий, носивший имя Синяя свита наизнанку шита.
Спрятался он от царя в тридевятом царстве на лугу в виде трёх цветков. Царь посмотрел в свою волшебную книгу и быстро нашел мо́лодца, который попросил царя о второй попытке. В этот раз забрался он в тридесятое царство в глубокое болото, мохом покрытое, превратился рыбой-окунем на самом дне. И в этот раз царь обнаружил Синюю свиту наизнанку шиту.
В третий раз разрешил царь мо́лодцу спрятаться. В этот раз решил он обратиться к птице Ногай, которая превратила Синюю свиту в пушинку, отнесла в царский дворец и положила спящему царю за пазуху. Долго искал царь мо́лодца, но так и не нашёл. А тот, невидимый из пазухи царя, сказал ему собрать генералов, которые отписали царскую половину его владения, где сам царь поставил свою печатку, вылетел пушинкой и обернулся добрым мо́лодцем. Забрал Синяя свита наизнанку шита себе указ, а царь с тех пор перестал в такие игры играть.